# 25a Mostra Internacional de Cinema de Venècia
La 25a Mostra Internacional de Cinema de Venècia va tenir lloc del 27 d'agost al 10 de setembre de 1964.

## Jurat
- Mario Soldati (Itàlia) (president)[2]
- Rudolf Arnheim (EUA)
- Ove Brusendorff (Dinamarca)
- Thorold Dickinson (GB)
- Ricardo Muñoz Suay (Espanya)
- Georges Sadoul (França)
- Jerzy Toeplitz (Polònia)

## Pel·lícules en competició
| Títol original            | Director(s)            | País de producció |
| ------------------------- | ---------------------- | ----------------- |
| Att Älska                 | Jörn Donner            | Finlàndia         |
| Gamlet (Гамлет)           | Grigori Kozintsev      | Unió Soviètica    |
| Girl with Green Eyes      | Desmond Davis          | Regne Unit        |
| King & Country            | Joseph Losey           | Regne Unit        |
| Tonio Kröger              | Rolf Thiele            | Alemanya          |
| Une femme mariée          | Jean-Luc Godard        | França            |
| La vie à l'envers         | Alain Jessua           | França            |
| Il deserto rosso          | Michelangelo Antonioni | Itàlia            |
| Il vangelo secondo Matteo | Pier Paolo Pasolini    | Itàlia            |

## Premis
- Lleó d'Or:
  - Il deserto rosso (Michelangelo Antonioni)
- Premi Especial del Jurat:
  - Hamlet (Grigori Kozintsev)
  - Il vangelo secondo Matteo (Pier Paolo Pasolini)
- Copa Volpi:
  - Millor Actor - Tom Courtenay - (King & Country)
  - Millor Actriu - Harriet Andersson - (Att Älska)
- Millor primer treball
  - La vie à l'envers (Alain Jessua)
- Premi San Giorgio 
  - Nothing But a Man (Michael Roemer)
- Premi FIPRESCI 
  - Il deserto rosso (Michelangelo Antonioni)
- Premi OCIC 
  - Il vangelo secondo Matteo (Pier Paolo Pasolini)
- Premi Pasinetti Award
  - La vie à l'envers (Alain Jessua)
  - Seccions Paral·leles- Pasażerka (Andrzej Munk)
- Lleó de San Marco - Gran Premi 
  - Skoplje '63 (Veljko Bulajić)
  - Millor Documental - L'enigma Oppenhemier (Leandro Castellani)